# مهرجان كان السينمائي 2005
مهرجان كان السينمائي لعام 2005 هو الدورة الـ58 للمهرجان عقد في 11 إلى 22 مايو من عام 2005، حصل فيلم «الطفل» للمخرجين البلجكيين لوك وجون بيير دارين على السعفة الذهبية.

## روابط خارجية
- مهرجان كان السينمائي 2005 على موقع IMDb (الإنجليزية)